# Juan Pablo Sorín
Juan Pablo Sorin (ur. 5 maja 1976 w Buenos Aires) – argentyński piłkarz grający na pozycji pomocnika lub obrońcy.

## Życiorys
Karierę zaczynał w Argentinos Juniors, w sezonie 1995/1996 znajdował się w kadrze włoskiego Juventusu (dzięki rozegraniu jednego spotkania znalazł się wśród zwycięzców Ligi Mistrzów w 1996), jednak nie udało mu się przebić do pierwszego składu i wrócił do Argentyny. Następne 4 lata spędził w Club Atlético River Plate, z którym zdobył Copa Libertadores w 1996 oraz czterokrotnie mistrzostwo kraju. W 2000 przeszedł do brazylijskiego Cruzeiro EC.
Po MŚ 2002 ponownie spróbował swych sił w Europie, jednak w kolejnych klubach (S.S. Lazio, FC Barcelona, PSG) szybko z niego rezygnowano i dopiero w Villarrealu (od 2004) stał się ważną postacią zespołu. Latem 2006 za 3 miliony euro przeszedł do Hamburgeru SV. W Niemczech często był kontuzjowany i latem 2008 ponownie wrócił do Brazylii.
Mimo kłopotów w klubach Sorin przez lata miał niepodważalną pozycję w reprezentacji. Debiutował w niej 14 lutego 1995, zgromadził na swym koncie 76 spotkań i 12 goli. Brał udział w MŚ 2002 oraz w Copa America 2004, zagrał na MŚ 2006 i pełnił funkcję kapitana drużyny.
28 lipca 2009 roku ogłosił zakończenie kariery piłkarskiej ze względu na nękające go kontuzje.
Posiada również obywatelstwo włoskie ze względu na pochodzenie przodków.